# Anja Veterova
Anja Veterova (Skopie, 13 de agosto de 1999) es una cantante de Macedonia del Norte. 

## Trayectoria
En 2010, participó en las audiciones de A.R.Y. Macedonia para el Festival de Eurovisión Junior. Logró finalmente ganar la final. 
Entonces participó con la canción "Magična Pesna" en el Festival de Eurovisión Junior 2010. terminó en 12.ª posición.

## Discografía

### Álbumes

#### Vídeos
| Video                                 | Años | Director                         |
| ------------------------------------- | ---- | -------------------------------- |
| Jas te sakam tebe (Јас те сакам теме) | 2009 | Darko Antonovski                 |
| Еооо, Еооо                            | 2010 |                                  |
| Samo sonuvaj (Само сонувај)           | 2013 | Tomato Production                |
| Rambambam                             | 2017 | NNMedia                          |
| Dođe mi da vrisnem                    | 2018 | Marko Todorović, Petar Drašković |